# Shining Force Feather
Shining Force Feather (シャイニング・フォース フェザー) est un jeu vidéo de rôle tactique développé par Flight-Plan et édité par Sega sur Nintendo DS. Il est sorti le 19 février 2009 au Japon et fait partie de la série Shining. On peut considérer qu'il est un descendant de la série Shining Force, en y reprenant le plus grand nombre de bases, mais en proposant un gameplay plus récent.

## Système de jeu
Shining Force Feather est un jeu de rôle tactique. Un peu comme pour les opus précédent de la série, on retrouve la plupart des bases de ce système : tour par tour et gros plan lors des combats. Cependant, le jeu a tout de même des spécificités propres. Le système par case laisse place à un déplacement par cercle : les déplacements sont plus fluides et plus libres, même si la distance parcourue reste limitée. Lors des gros plans, chaque personnage possède un certain nombre de points d'action, qu'il peut utiliser plus ou moins, en combo ou non avec les alliés à côté afin d'augmenter les dommages. Il est également possible de lancer des attaques surpuissantes mais coutent un nombre important de points d'actions, obligeant donc le joueur à doser au bon moment en fonction des besoins.